# 1812 في المملكة المتحدة
فيما يلي قوائم الأحداث التي وقعت خلال عام 1812 في المملكة المتحدة.

## سياسة

### تعيين في المنصب
- 8 يونيو – روبرت جنكنسون رئيس وزراء المملكة المتحدة.
- 8 يونيو – هنري أدينغتون وزير الدولة للشؤون الداخلية [الإنجليزية]‏.

### انتهاء فترة المنصب
- 1 يناير – سبنسر برسيفال نائب في البرلمان [الإنجليزية]‏، زعيم مجلس العموم [الإنجليزية]‏،رئيس وزراء المملكة المتحدة، مستشار الخزانة، اللورد الأول للخزانة.

## مواليد

### يناير
- 25 يناير – ويليام شانكس رياضياتي من المملكة المتحدة.

### فبراير
- 7 فبراير – تشارلز ديكنز[1]

### مارس
- 1 مارس – أغسطس ويلبي نورثمور بوجن مهندس معماري من المملكة المتحدة.[2][2]

### مايو
- 1 مايو – جورج غاردنر
- 3 مايو – ويليام صامويل هنسون
- 7 مايو – روبرت براونينغ[3]
- 12 مايو – إدوارد لير[4]

### أغسطس
- 1 مارس – أغسطس ويلبي نورثمور بوجن مهندس معماري من المملكة المتحدة.[2][2]

### سبتمبر
- 2 سبتمبر – كيرك باتريك ماكميلان
- 2 سبتمبر – ويليام فوكس
- 12 سبتمبر – ادوارد كريسى
- 16 سبتمبر – روبرت فورتون عالم نبات بريطاني.

### أكتوبر
- 1 أكتوبر – روبرت دايل مستكشف من المملكة المتحدة.
- 27 أكتوبر – ابراهام بارتليت

### نوفمبر
- 23 نوفمبر – جورج رولنسون[5]

## وفيات

### مايو
- 11 مايو – سبنسر برسيفال (مواليد 1762)[6]

### أكتوبر
- 16 أكتوبر – هنري مارتن (مواليد 1781)[7]